# أنخل بالنثيا
أنخل غونثالث بالنثيا (بالإسبانية: Ángel González Palencia)‏ ـ (أوركاخو دي سانتياغو، قونكة، 4 سبتمبر 1889 ـ أوليفاريس دي خوكار، 30 أكتوبر 1949) هو مستشرق وناقد أدبي أسباني، اهتم بالفلسفة الإسلامية والأدب العربي في الأندلس.

## من مؤلفاته في الاستشراق
- مخطوطات عربية وألخميادية (1912، بالإسبانية: Manuscritos árabes y aljamiados)
- رسالة في المنطق لأبي الصلت: النص العربي، والترجمة، ودراسة سابقة (1915، بالإسبانية: Tratado de Lógica, por Abusalt de Denia, texto árabe, traducción y estudio previo)
- مستعربو طليطلة في القرنين الثاني عشر والثالث عشر (بالإسبانية: Los mozárabes de Toledo en los siglos XII y XIII، في أربعة مجلدات، صدرت بين عامي 1926 و1930)
- تاريخ الأدب العربي الإسباني (بالإسبانية: Historia de la literatura arábigo-española، الطبعة الأولى: برشلونة 1928، الطبعة الثانية (منقحة): برشلونة 1945)
- تاريخ إسبانيا المسلمة (1929، بالإسبانية: Historia de la España musulmana)
- الحب عند المسلمين الإسبان (1930، بالإسبانية: El amor entre los musulmanes españoles)
- أثر الحضارة العربية (1931، بالإسبانية: Influencia de la Civilización Árabe)
- المسلمون والمسيحيون في إسبانيا العصور الوسطى (1945، بالإسبانية: Moros y Cristianos en España Medieval)، صدر ضمن سلسلة «دراسات تاريخية وأدبية»
- تحقيق كتاب «إحصاء العلوم» للفارابي (نشر عام 1953، بعد وفاة المحقق)